# Oskar von Wydenbrugk
Wilhelm Eberhard Oskar Freiherr von Wydenbrugk (* 7. Oktober 1815 in Aschenhausen; † 9. Juni 1876 in Kiefersfelden) war ein deutscher liberaler Politiker. Er war Märzminister in Sachsen-Weimar-Eisenach und Mitglied der Frankfurter Nationalversammlung. Während der Neuen Ära war er einer der führenden Personen des großdeutschen Reformvereins. Außerdem war er Verfasser zahlreicher Beiträge und Schriften.

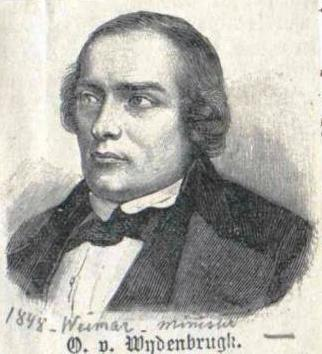
Oskar von Wydenbrugk

## Vormärz
Sein Vater war der Gutspächter Wilhelm Peter Alexander von Wydenbrugk, die Mutter war Ernestine Dorothea Auguste (geb. Sternberger). Durch einen Unfall in der Jugend trug er eine Rückgratverkrümmung davon, die ihn sein Leben lang entstellte. Er besuchte in Eisenach das Gymnasium und studierte anschließend Rechtswissenschaften in Jena, Heidelberg und Berlin. In Jena gehörte er seit 1835 der Burschenschaft Gesellschaft auf dem Burgkeller an.
Nach seinem Studium wurde er Amtsadvokat in Eisenach. Neben seiner Anwaltspraxis hielt er auch öffentliche politische Vorträge. Er veröffentlichte politische und juristische Schriften. In seinen „Briefen über deutsche Nationalgesetzgebung“ (Jena 1848) plädierte er für ein gesamtdeutsches Gesetzbuch. Im Vormärz gehörte er als Liberaler dem Hallgartenkreis an. Vor der Revolution ergriff er auf einem Fest des Thüringer Sängerbundes in Anwesenheit der großherzoglichen Familie ohne vorherige Ankündigung das Wort und plädierte für die Einheit und Freiheit Deutschlands.
Im Jahr 1847 wurde er zum Abgeordneten für die Stadt Eisenach in den Landtag von Sachsen-Weimar-Eisenach gewählt. Das Mandat behauptete er bis 1854. Dort machte er sich als liberaler Politiker einen Namen. Er hat sich insbesondere für die Vereinigung des Kammer- und Landschaftsvermögens eingesetzt, was ihm große Popularität einbrachte.

## Revolution 1848/49
In diesem Sinn handelte Wydenbrugk auch zu Beginn der Märzrevolution von 1848. Er plädierte im Landtag etwa für die Abschaffung der Karlsbader Beschlüsse. In der Ständeversammlung hat er diese zu einem bedeutenden Faktor beim Kampf für die Erfüllung der Märzforderungen gemacht. Außerdem verlangte er die Entlassung alter Regierungsmitglieder. Trotz seiner Oppositionsrolle hat er auch versucht den Großherzog beratend zu helfen. Bei einer Volksversammlung am 8. März 1848, die vom Großherzog Karl Friedrich die Erfüllung der Märzforderungen anmahnte, hat Wydenbrugk versucht mäßigend einzugreifen. In der Öffentlichkeit wurde gefordert, ihn ins Staatsministerium zu berufen. Der Großherzog ernannte ihm zum geheimen Staatsrat und berief ihn ins Staatsministerium.
Wydenbrugk empfahl sich durch eine Flugschrift „Die Neugestaltung des deutschen Vaterlandes“ für ein Mandat in der Frankfurter Nationalversammlung und wurde am 26. April 1848 als Abgeordneter für Weimar gewählt – gleichzeitig blieb er Mitglied des Staatsministeriums. Im Parlament stand er den Demokraten nahe. Er war Mitglied des Württemberger Hofes. Seit Oktober 1848 war er Vorsitzender der Fraktion. Auch dem Centralmärzverein gehörte er an.
Er gehörte dem Ausschuss für völkerrechtliche und internationale Fragen an und war ab dem 22. Juli dessen Vorsitzender. Seit dem 1. Juli 1848 gehörte er auch dem Ausschuss an, der einen Entwurf für ein Gesetz zur Ministerverantwortlichkeit erarbeiten sollte. Im Herbst des Jahres 1848 wurde er zum Bevollmächtigten der Regierung Weimars bei der provisorischen Zentralgewalt ernannt. Diese Funktion behielt er bis zum 27. Mai 1849. Im Februar 1849 gehörte er dem großdeutschen Verfassungsausschuss an.
Anfangs war er großdeutsch eingestellt. Er wandelte sich vor dem Hintergrund innerösterreichischer Entwicklungen zu einem Vertreter einer kleindeutschen Lösung unter preußischer Führung. Er wählte daher Friedrich Wilhelm IV. zum Kaiser der Deutschen mit. Seit dem 11. April 1849 war er Vorsitzender des Ausschusses für die Durchführung der Reichsverfassung.
Nachdem die Kaiserdeputation erfolglos geblieben war, versuchte Wydenbrugk zu einer Lösung der nun verfahrenen Situation zu kommen. Er stellte am 4. Mai 1849 den Antrag, nach dem die Nationalversammlung die Regierungen und das deutsche Volk auffordern sollte, die Frankfurter Reichsverfassung zur Anerkennung und Geltung zu bringen. Sie sollte den Tag des Zusammentritts des ersten Reichstags und den Tag der Wahlen für das Volkshaus auf Grund der Verfassung bestimmen. Sollte der König von Preußen bis zum Zusammentritt des Reichstags die Verfassung noch nicht anerkannt haben, so sollte derjenige Fürst, welcher ihm an Macht am nächsten steht (mit Ausnahme Österreichs), einstweilen seine Stelle als Reichsoberhaupt einnehmen. Diese Initiative wurde als Wydenbrugk’scher Antrag bekannt. Der Antrag wurde angenommen, konnte aber am Scheitern der Nationalversammlung nichts mehr ändern.
Ohne formell aus der Nationalversammlung ausgetreten zu sein, hat Wydenbrugk Frankfurt verlassen. Im Juni des Jahres nahm er am Gothaer Nachparlament teil. Die Wahl in das Erfurter Unionsparlament 1850 lehnte er ab, weil er sie mit seinen Amtspflichten für nicht vereinbar hielt.

## Tätigkeit als Minister
Seit dem 1. Oktober 1849 war eine Organisationsreform der Weimarer Staatsbehörden in Kraft getreten. Wydenbrugk war seither Chef des zweiten Departements des Staatsministeriums und verantwortlich für Kultus-, Schulangelegenheiten und die Justiz. Er unterstützte aktiv Bestrebungen zu einer engeren Zusammenarbeit der Thüringischen Staaten. Allerdings hatten diese Bemühungen nur einen beschränkten Erfolg. Vereinbart wurde eine Zusammenarbeit Weimars mit den beiden Schwarzburger Staaten. Es sollte ein gemeinsames Appellationsgericht in Eisenach und zwei gemeinsame Kreisgerichte in Sondershausen und Arnstadt errichtet werden. Es wurden in diesen Staaten gemäß den Märzforderungen auch Geschworenengerichte und das öffentliche und mündliche Verfahren eingeführt. Im Jahr 1851 wurde mit der Arbeit einer gemeinsamen Zivilprozessordnung in Anlehnung an das Vorbild des Königreichs Sachsen begonnen.
Auch im Bereich der Bildungspolitik versuchte Wydenbrugk einige fortschrittliche Reformen durchzusetzen. So wurde die Ausbildung der Volksschullehrer durch eine Neuorganisation der Lehrerseminare verbessert. Die soziale Stellung der Lehrer wurde dadurch gehoben, dass sie nicht mehr gleichzeitig Küster in den Kirchen waren. Ihre Gehaltszahlung wurde garantiert. Des Weiteren wurden Realschulen und Fortbildungsschulen gegründet. Für die Kirchengemeinden wurde 1851 eine neue Gemeindeordnung eingeführt. Diese setzte auf eine stärkere Beteiligung der Gemeindeglieder. Es wurde die Wahl der Kirchenvorstände eingeführt und das Recht der Gemeinde zur Ablehnung nicht genehmer Pfarrerkandidaten gestärkt. Wydenbrugk hat auch bereits für die Einführung einer synodalen Kirchenordnung plädiert, ohne sich damit durchsetzen zu können.

## Zeit der Reaktion
Die liberale Politik in Weimar wurde durch die Reaktionspolitik des wieder entstandenen Deutschen Bundes in Frage gestellt. Die 1851 wieder zusammengetretene Bundesversammlung verlangte auch in Weimar die Aufhebung der deutschen Grundrechte, sowie eine Revision der Landesgesetzgebung, die Aufhebung des demokratischen Wahlrechts zu Gunsten des indirekten Wahlgesetzes von 1852.
In der Folge trat die Linke aus Protest aus dem Landtag aus. Es wurde auf Basis des neuen Wahlrechts ein neuer strikt konservativer Landtag ohne liberale Opposition gewählt. Zunächst hielt Wydenbrugk offenbar aus Pflichtgefühl weiterhin an seinem Ministeramt fest und wurde dafür von der oppositionellen Presse angegriffen. Im Jahr 1854 nahm Großherzog Karl Alexander das schließlich eingereichte Rücktrittsgesuch an. Damit ging eine der längsten Amtsperioden eines Märzministers zu Ende.
Wydenbrugk, der seit Dezember mit der Tochter des Ingenieurobersten von Hörmann verheiratet war, zog sich auf seinen erworbenen Besitz Deiblerhof am Tegernsee zurück. Dem Paar wurden mehrere Töchter geboren. Um diesen eine angemessene Ausbildung zu ermöglichen, zog die Familie 1859 nach München. Dort trat er erneut in engen Kontakt mit Wissenschaftlern, Künstlern und liberalen Politikern. Er begann sich auch mit politischen Schriften wieder selbst politisch zu betätigen. Er schrieb 1861 „Die Umbildung des Feudalstaates in den modernen Staat.“ Ein Jahr später veröffentlichte er „Die deutsche Nation und das Kaiserreich“ als Gegenschrift zur gleichnamigen Arbeit des Historikers Heinrich von Sybel.

## Neue Ära
In der nach der Regierungsübernahme von Wilhelm I. politisch wieder in Fluss geratenen Neuen Ära hatte sich bereits 1859 der kleindeutsche Nationalverein gebildet und es kam zu Verhandlungen zwischen den Regierungen. Wydenbrugk stand nun wieder auf der großdeutschen Seite. Er organisierte 1862 in Frankfurt am Main maßgeblich eine Versammlung der großdeutschen Richtung mit 500 Teilnehmern. Dort wurde als Gegenstück zum Nationalverein der großdeutsche Reformverein gegründet. Wydenbrugk wurde zweiter Vorsitzender. Da es ihm in der damaligen Zeit unmöglich erschien, ein frei gewähltes gesamtdeutsches Parlament zu Stande zu bringen, hat er sich für eine Delegiertenversammlung aus Mitgliedern der Einzelstaaten beim Deutschen Bund ausgesprochen. Wie der Nationalverein hat sich der Reformverein unter Leitung von Wydenbrugk nach dem Tod von König Friedrich VII. von Dänemark Ende 1863 für die Unterstützung der Schleswig-Holsteiner ausgesprochen.
Wydenbrugk wurde 1863 Bevollmächtigter des Herzogs Friedrich von Augustenburg, zunächst in München, seit 1864 in Wien. Dieses Amt behielt er bis 1867. In dieser Funktion gehörte er zu den Gegenspielern von Otto von Bismarck, der auf eine Annexion der beiden Herzogtümer abzielte. Nach dem Scheitern dieser Bemühungen zog er sich auf das Gut Schöffau bei Oberaudorf zurück. Er war in der Folgezeit als Autor für verschiedene Zeitungen und Zeitschriften tätig. Eine geplante Geschichte des deutschen Adels konnte er nicht mehr verwirklichen.

## Ehrungen
Die Stadtverwaltung von Eisenach verfügte 1945 die Umbenennung einer Straße im westlichen Teil der Altstadt in Wydenbrugk-Straße.

## Schriften (Auswahl)
- An meine Mitbürger in der Nähe und Ferne! Es nahen die Tage, in denen über Deutschlands Zukunft entschieden werden soll... [Flugschrift zur Wahl zur Nationalversammlung vom 14. April 1848] Flugschriften 1848, Goethe-Universität.
- Die deutsche Nation und das Kaiserreich. Eine Entgegnung auf die unter demselben Titel erschienene Schrift von Heinrich von Sybel. München 1862. (Digitalisat).
- Reichstag oder Parlament. Jena 1862. (Digitalisat).